# Lupí de Carcassona
Lupí de Carcassona fou un religiós occità, segurament de Carcassona, que va viure a mitjan segle ix. És venerat com a sant per diverses confessions cristianes.
De la seva vida no se sap res del cert. Es diu que fou canonge a la catedral de Carcassona (fet improbable, ja que encara no existia) i sota el bisbe Liuvila. Se'n conserven les relíquies a la mateixa catedral, a un bust reliquiari on, en ésser obert al segle xviii, es trobà un pergamí on situava el sant l'any 851.